# Anna Huber (Politikerin)
Anna Huber (* 10. Oktober 1948 in Bruck an der Mur, Steiermark) ist eine österreichische Politikerin (SPÖ).

## Leben
Nach Besuch der Volks- und Hauptschule absolvierte Anna Huber von 1963 bis 1966 eine Handelsschule. Noch 1966 fand sie Arbeit als Angestellte bei der Sparkasse Bruck an der Mur-Kapfenberg. Von 1970 bis 1976 saß sie im Betriebsrat, ehe sie 1976 zur Filialleiterin ernannt wurde. Sie war in dieser Führungsposition bis 1991 tätig.
Anna Huber zog 1980 als Mitglied in den Gemeinderat von Bruck an der Mur ein, dem sie ein Jahrzehnt, bis 1990, angehören sollte. Im November 1990 wurde sie in Wien als Abgeordnete zum Nationalrat vereidigt. Ihr Abgeordnetenmandat hatte sie 12 Jahre, bis Dezember 2002, inne.
Anna Huber zählte nicht nur zum Mitglied des Landesparteipräsidiums der SPÖ Steiermark, sondern war auch stellvertretende Bezirksparteivorsitzende der SPÖ im Bezirk Bruck an der Mur.

## Auszeichnungen
- Großes Goldenes Ehrenzeichen für Verdienste um die Republik Österreich